# Búcsú a fegyverektől (regény)
A Búcsú a fegyverektől (angolul: A Farewell to Arms) Ernest Hemingway önéletrajzi ihletésű első világháborús regénye. Az angol eredeti 1929-ben jelent meg a Scribner’s Magazine-ban folytatásokban. Magyar fordításban 1934-ben jelent meg először, előbb Juhász Andor, később Örkény István fordításában.
Ez a könyv hozta meg az ismertséget és elismertséget Hemingway számára, a regényt többször is megfilmesítették (1932, 1957, 1966 stb.)

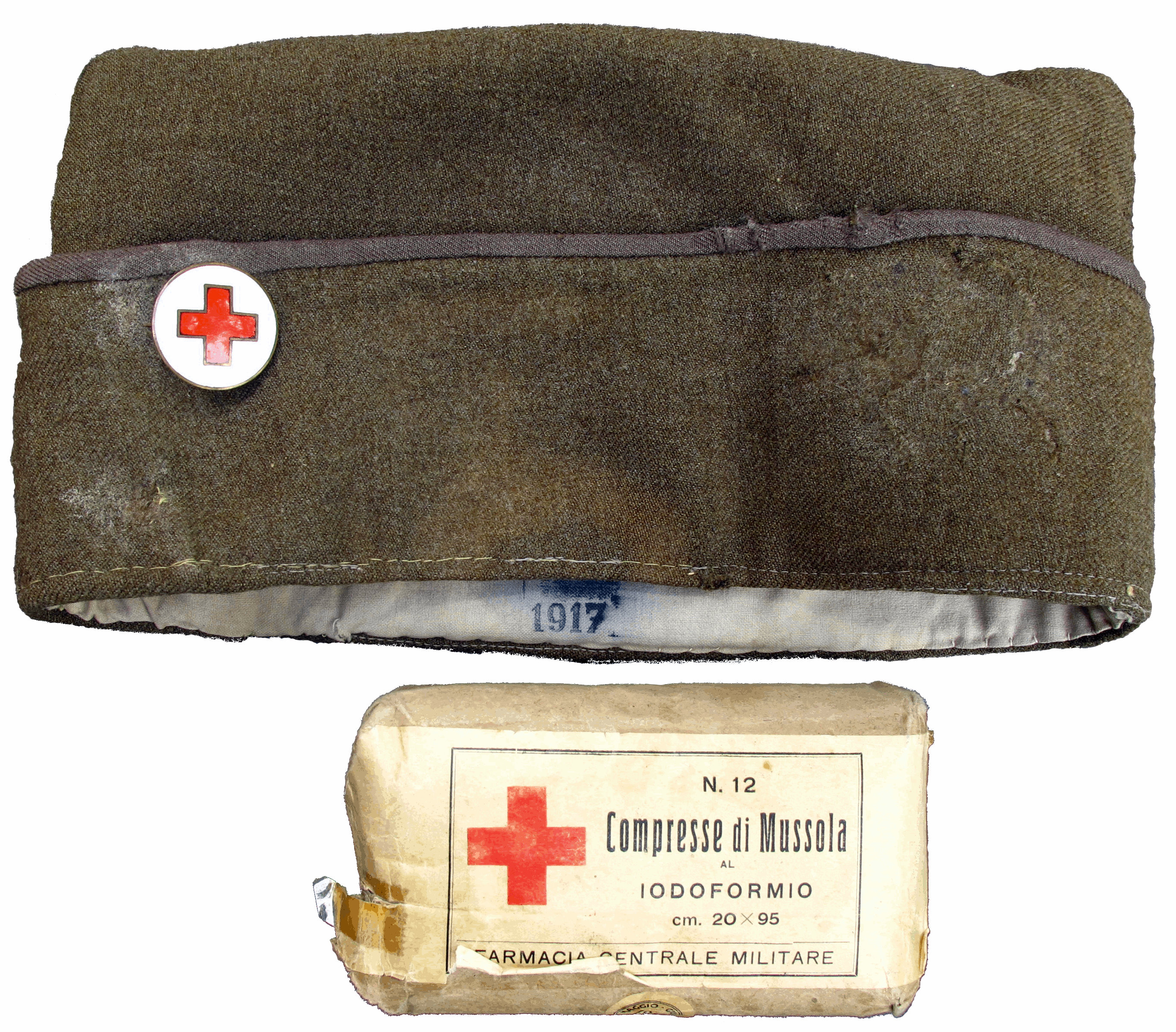

## Történet
|  | Alább a cselekmény részletei következnek! |

A cselekmény Olaszországban és Svájcban játszódik az első világháború idején. A regény főhőse Frederic Henry, egy amerikai önkéntes, aki tisztként szolgál az olasz hadseregben, az olasz-osztrák fronton. Frederic jó barátságban van az olaszokkal, különösen Rinaldival, aki a frontkórház orvosa, illetve a pappal. Rinaldi révén ismeri meg Catherine Barkley-t, egy skót önkéntes ápolónőt, illetve annak barátnőjét Helen Fergusont. Catherine-nek udvarolni kezd, amikor kiküldik egy frontállásba, hogy a kezdődő nyári offenzíva előtt szervezze meg a sebesültek majdani elszállítását. Az első ellenséges ágyúzás alatt azonban rögtön megsebesül a térdén és a fején.
Sebesülése után Milánóba kerül egy amerikai kórházba, ugyanoda, ahová Catherine-t is áthelyezik a frontról. Együtt töltik a nyarat és egymásba szeretnek. Kapcsolatukat titkolniuk kell, mert hivatalosan nem házasok. Dr. Valentini sikeres műtétet hajt végre Frederic térdén, így a nyár végére újra tud már járni, s hamarosan visszahelyezik a frontra. Elutazása előtt nem sokkal tudja meg, hogy Catherine közben terhes lett.
A frontra visszaérkezve azt veszi észre, hogy az emberek morálja már nagyon alacsony. Mindenki csak a háború végét várja, és mindenki értelmetlennek tartja a háborút. Az ősz beköszöntével már nem várnak komolyabb offenzívát az ellenség részéről, jóllehet mindenki hallott már egy közelgő osztrák támadásról, de ezt nem veszik komolyan. A támadás azonban nem marad el – német egységek törik át a frontot Caporettonál és az olaszok hatalmas visszavonulásba kezdenek. Az utak állapota és a tömeges visszavonulás azonban csak káoszhoz vezet. Frederic járművei is elakadnak a sárban, és gyalog kell tovább folytatniuk az útjukat Udine felé. Frederic maga is kivégez egy parancsmegtagadó műszaki őrmestert, aki nem hajlandó segíteni nekik a sárból kiásni a beragadt teherautót, Udine mellett pedig az utóvédnek hátrahagyott olasz egységek lövik le véletlenül egyik olasz bajtársát.
Amikor újra elérik az olasz állásokat, a carabinierik letartóztatják a visszavonulásban részt vevő tiszteket, és rögtönítélő katonai bíróság elé állítják őket, ami azonnali kivégzésre ítéli őket. Frederic a folyóba ugorva szökik meg a tárgyalás elől, majd újabb hosszú gyaloglás után vonatra szállva jut el előbb Mestrébe, majd vissza Milánóba. Milánóban egy régi ismerősétől Ralph Simmonstől szerez civil ruhákat. Megtudja, hogy Catherine és Helen Ferguson a svájci határ közelében fekvő kisvárosba utaztak, és utánuk utazik.
Catherine és Frederic újra találkoznak. Most már Mr. és Mrs. Henryként mutatkoznak be mindenütt. Hamarosan azonban tovább kell menekülniük, mert Fredericet elkezdik keresni dezertálásért. Az egyetlen esélyük, hogy csónakkal áteveznek a határ svájci oldalára, amiben a helyi szálloda mixere segíti is őket.
Svájcba megérkezve ideiglenes tartózkodási engedélyt kapnak, mint amerikai és brit állampolgárok. A telet egy kis családi panzióban töltik, majd tavasszal leköltöznek a városba, hogy közel legyen a kórház, ha megindul a szülés. Catherine megvásárolja a babakelengyét és megmenekülve a háború borzalmaitól boldogok mind a ketten. A helyi kórházba mennek be, amikor megkezdődnek a szülési fájdalmak. Sokáig tart a vajúdás, és végül az orvos császármetszést javasol. A műtét látszólag jól sikerül, azonban a kisbaba halva születik. A köldökzsinór a nyaka köré tekeredett és megfulladt. Frederic még fel sem dolgozhatta ezt a rossz hírt, amikor hirtelen újabb komplikáció lép fel. Még tud néhány szót váltani Catherine-nel, aki azonban már érzi a halál közeledtét és hamarosan kómába esik.
|  | Itt a vége a cselekmény részletezésének! |

## Megjelenések

### angol nyelven
1. A Farewell to Arms, Scribner's Magazine, New York, 1929,

### magyarul
1. Búcsú a fegyverektől; ford. Juhász Andor, bev. Benedek Marcell; Révai, Bp., 1934 (Klasszikus regénytár. Új sorozat)
2. Búcsú a fegyverektől; ford. Örkény István; Európa, Bp., 1958
3. Búcsú a fegyverektől, Milliók könyve, Európa Könyvkiadó, Budapest, 1963, ford. Örkény István
4. Búcsú a fegyverektől, A Világirodalom Remekei, Európa Könyvkiadó, Budapest, 1966, ford. Örkény István
5. Búcsú a fegyverektől, Ernest Hemingway művei, Magyar Helikon, Budapest, 1970, ford. Örkény István
6. Búcsú a fegyverektől, Ernest Hemingway művei, Magyar Helikon, Budapest, 1973, ford. Örkény István
7. Búcsú a fegyverektől, Századunk mesterei, Európa Könyvkiadó, Budapest, 1974, ford. Örkény István
8. Búcsú a fegyverektől, Európa zsebkönyvek, Európa Könyvkiadó, Budapest, 1978, ford. Örkény István
9. Búcsú a fegyverektől, Európa Könyvkiadó, Budapest, 1983, ford. Örkény István
10. Búcsú a fegyverektől, Magyar Könyvklub, Budapest, 1997, ford. Örkény István
11. Búcsú a fegyverektől, Könyvmolyképző Kiadó, Budapest, 2006, ford. Örkény István